# Johannes Glob
Johannes Anderseon Glob, född 1882, död 1955, var en dansk målare.
Glob har framställt mest figurbilder, dels porträtt, dels kompositioner som Loke och Sigyn (1914), Jeftas dotter (1918) med flera, alla i en utpräglad linjestil med tunn och blek färg.